# Дымшиц, Григорий Моисеевич
Григорий Моисеевич Дымшиц (род. 2 марта 1943 года, Новосибирск) — советский и российский молекулярный биолог. Доктор биологических наук (1992), профессор (1994), заведующий кафедрой естественных наук СУНЦ НГУ (2001). Принадлежит к научной школе академика Р. И. Салганика. Сотрудник ИХБФМ СО РАН, сотрудник ИЦИГ СО РАН (1966—2012).

## Научные интересы
Специалист в области молекулярной и клеточной биологии, изучения структуры и функционирования генома, химической модификации нуклеиновых кислот. Разработал метод двойной модификации ДНК карбодиимидом и фосфорно-вольфрамовой кислотой. Разработал метод получения и люминесцентно-микроскопической визуализации направленных одноцепочечных разрывов в ДНК политенных хромосом, основанный на принципе комплементарно адресованной модификации. Создал систему химического нерадиоактивного мечения как РНК-, так и ДНК-зондов для молекулярной гибридизации, основанную на введении в полинуклеотиды алкилированием или переаминированием аминогрупп с последующим присоединением к ним репортерных соединений. Разработал тест-системы для нерадиоактивной диагностики лейкоза крупного рогатого скота, тропической малярии человека и микоплазменных контаминаций культур клеток. Участвовал в разработке колориметрической тест-системы для выявления точечных мутаций. Разработал систему колориметрической детекции однонуклетидных полиморфизмов в нескольких участках Y-хромосомы человека. Исследовал молекулярно-генетические механизмы развития артериальной гипертонии и стресс-реактивности на модели животных с индуцируемой стрессом артериальной гипертензией. Изучал экспрессию ключевых генов гипоталамо-гипофизарно-адренокортикальной, ренин-ангиотензиновой и симпато-адреналовой систем у крыс гипертензивной линии НИСАГ и нормотензивной линии WAG. Изучал ядерные и митохондриальные детерминанты признака цитоплазматической мужской стерильности у сахарной свеклы Beta vulgaris. Выявил структурные вариации мтДНК в районах ряда генов, ассоциированные с этим признаком.

## Биография
- 1943 — родился в Новосибирске в семье служащих. Отец — Дымшиц Моисей Санович (1914—1989), главный конструктор авиационного завода им. Чкалова; мать — Дымшиц Фаина Ксильевна (1920—1991), врач.[1]
- 1961—1966 — студент биологического отделения Факультета естественных наук Новосибирского государственного университета.
- 1966 — преподаватель биологии в СУНЦ НГУ (ФМШ)
- 1966—1968 — стажер-исследователь Института цитологии и генетики СО АН СССР.
- 1968—1986 — младший научный сотрудник лаборатории нуклеиновых кислот (с 1973 г. — лаборатории молекулярной генетики) ИЦиГ АН СССР.
- 1971 — кандидат биологических наук. Диссертация на тему «Исследование состояния ДНК регенерирующей печени крыс при репликации» защищена под руководством проф. Р. И. Салганика.
- 1971 — ассистент кафедры общей биологии ФЕН НГУ
- 1976 — доцент по кафедре «молекулярной биологии»
- 1986—1992 — старший научный сотрудник лаборатории молекулярной генетики ИЦиГ СО АН СССР.
- 1988 — доцент кафедры естественных наук СУНЦ НГУ
- 1990 — старший научный сотрудник по специальности «молекулярная биология»
- 1992 — доктор биологических наук. Диссертация на тему «Химически модифицированные нуклеиновые кислоты как инструмент исследования структурно-функциональной организации генома эукариот».
- 1992—1994 — заведующий сектором структуры генома Института цитологии и генетики СО РАН
- 1993 — профессор кафедры молекулярной биологии ФЕН НГУ
- 1994 — профессор по кафедре молекулярной биологии
- 1994 — заведующий лабораторией структуры генома Института цитологии и генетики СО РАН
- 2001 — заведующий кафедрой естественных наук СУНЦ НГУ

### Педагогическая деятельность
- 1966 — в ФМШ (СУНЦ НГУ) ведет лекционно-семинарские занятия по общей биологии в выпускном классе, читает спецкурс «Молекулярная биология».
- 1971 — курс «Общая биология» для студентов-биологов 1 курса, курс «Цитология» для студентов-биологов 3 курса ФЕН НГУ.
- 1976 — руководит институтской практикой молекулярных биологов 4 и 5 курсов ФЕН НГУ.
- 1993—2000 — курс «Биология клетки» для химиков-экологов 1 курса
- 1986 — курс «Молекулярная биология» для студентов-биологов 2 курса ФЕН НГУ.
- 1991 — спецкурс «Основные молекулярно-генетические процессы» для молекулярных биологов и химиков-биохимиков 5 курса НГУ.
- 2008 — курс «Молекулярная биология» для биологов и медиков 2 курса, биофизиков и биохимиков 4 курса НГУ
- 2012 — спецкурс «Механизмы репликации, транскрипции и трансляции» для молекулярных биологов и биохимиков 5 курса ФЕН НГУ

### Общественная деятельность
- Член Ученого совета Института цитологии и генетики СО РАН.
- Член Совета по защите докторских диссертаций при Институте химической биологии и фундаментальной медицины СО РАН.
- Член Ученого совета СУНЦ НГУ.
- Член Методической комиссии по биологии ФЕН НГУ.

### Награды и титулы
- Ветеран труда.
- Почетный знак и звание «Заслуженный ветеран Сибирского отделения РАН»
- Почетный знак «Серебряная сигма» (2007 г.).

### Семья
Женат. Есть дочь.

## Научные труды
Г. М. Дымшиц автор 250 работ, в том числе 2-х монографий. Является соавтором и соредактором 5 школьных учебников по общей биологии
- Salganik R.I., Dashkevich V.S., Dymshits G.M. Studies of replicating DNA of regenerating rat liver using chemical modifications with water-soluble carbodiimide // Biochem. Biophys. Acta, 1967. V. 149. P. 603—606.
- Дымшиц Г. М., Дашкевич В. С., Салганик Р. И. Исследование некоторых свойств «гибридной» РНК в составе ДНК печени крыс // Мол. биол., 1968. Т. 2. С. 508—512.
- Дымшиц Г. М., Фет В. Я. Белковый фактор из регенерирующей печени крыс, дестабилизирующий вторичную структуру ДНК // Мол. биол., 1977. Т. 11. С .531-536.
- Дымшиц Г. М., Румянцева Г. В., Фрумгарц Л. А. и др. Индукция направленных разрывов в ДНК политенных хромосом Chironomus thummi in situ при действии алкилирующих производных олигоаденилатов // Мол. биол., 1981. Т. 15. С. 86-95.
- Фрумгарц Л. А., Калачиков С. М., Дымшиц Г. М. Введение флуоресцентной метки в полинуклеотиды и исследование влияния их модификации на способность к комплементарным взаимодействиям // Мол. биол., 1985. Т. 19. С. 1394—1399.
- Калачиков С. М., Адаричев В. А., Дымшиц Г. М. Иммобилизация ДНК на микропористых мембранах с помощью УФ-облучения // Биоорганическая химия, 1992. Т .18. С. 52-62.
- Калачиков С. М., Кель А. Э., Дымшиц Г. М. и др. Клонирование универсальных зондов для выявления микоплазменного заражения клеточных культур // Мол. биол., 1994. Т. 28. С. 444—452.
- Wlassoff W.A., Dymshits G.M., Lavrik O.I. A model for DNA polymerase translocation: worm-like movement of DNA within the binding cleft // FEBS Letters, 1996. V. 390. P. 6-9.
- Zarytova V.F., Pyshnyi D.V., Krivenko A.A., Dymshitz G.M. et al. The accurate detection of one point mutations by ligation of short oligonucleotides // Nucleosides & Nucleotides, 1998. V. 17. P. 2143—2147.
- Хворостов И. Б., Дикалова А. Э., Вепрев С. Г., Малецкий С. И., Дымшиц Г. М. Сравнительный анализ молекулярных методов типирования цитоплазмы сахарной свеклы (Beta vulgaris L.) // Генетика, 1998. Т. 34. С. 644—649.
- Adarichev V.A., Kalachikov S.M., Kiseliova A.V., Dymshits G.M. Molecular hybridization probes prepared with 4-aminooxybutylamine // Bioconjugate Chemistry, 1998. V. 9. P. 671—675.
- Скобельцына Л. М., Пышный Д. В., Шишкина И. Г., Табатадзе Д. Р., Дымшиц Г. М. и др. Разработка колориметрической тест-системы для выявления точечных мутаций путём лигирования тандема коротких олигонуклеотидов на твердофазном носителе // Мол. биол., 2000. Т. 34. С. 378—385.
- Lapteva N., Ide K., Nieda M., Ando Y., Hatta-Ohashi Y., Minami M., Dymshits G. et al. Activation and suppresion of renin-angiotensin system in human dendritic cells // Biochem. and Biophys. Res. Communic., 2002. V. 296. P. 194—200.
- Хворостов И. Б., Иванов М. К., Дымшиц Г. М. Митохондриальный геном высших растений: регуляция генной экспрессии // Мол. биол., 2002. Т. 36. С. 408—417.
- Kabilov M., Pyshnyi D., Dymshits G. et al. A new approach torevealing point mutations in DNA analyzed by colorimetric detection // Nucleosides, Nucleotides & Nucleic Acids, 2004. V. 23. Nos. 6, 7. Р. 1023—1030.
- Брагин А. Г., Глушков С. А., Иванов М. К., Краснов А. А., Дымшиц Г. М. Определение ДНК-полимеразной и нуклеазной активностей ДНК-зависимых полимераз с использованием флуоресцентной детекции в режиме реального времени //Биохимия, 2008, т.73, в.9, с. 1252—1264
- Дымшиц Г. М., Брагин А. Г., Иванов М. К. Молекулярно-генетические аспекты цитоплазматической мужской стерильности. Энциклопедия рода Beta. Биология, генетика и селекция свеклы. //Сборник научных трудов. Институт цитологии и генетики СО РАН, Россия ; Институт сахарной свеклы, Украина. Новосибирск : Издательство «Сова», 2010, 686 стр., с.228-247.
- Fedoseeva L.A., Antonov E.V., Klimov L.O., Dymshits G.M., Markel A.L. Function of the rennin-angiotensin-aldosterone system in the ISIAH rats with stress-sensitive arterial hypertension In: Renin-Angiotensin System, Editors: A. Himura , T. Sato //Nova Science Publishers, 2013, pp. 1–43.
- Дымшиц Г. М.,Захаров И. К. Молекулярная генетика в Институте цитологии и генетики СО АН СССР (с 1957 по 1970-е годы) // Вавиловский журнал генетики и селекции , 2013, т.17, № 2, с.214-225.
- Dymshits G. M., Sablina O. V. Split Genes and Splicing // Russian Journal of Genetics: Applied Research, 2014, Vol. 4, No. 4, pp. 292–300.

### Учебники
- Саблина О. В., Дымшиц Г. М. Современная биология. Учебное пособие // Новосибирский Государственный Университет, Новосибирск, 2011, 208 стр.
- Дымшиц Г. М., Саблина О. В. Молекулярные основы современной биологии. Учебное пособие // Новосибирский Государственный Университет, Новосибирск, 2012, 251 стр.
- Дымшиц Г. М., Саблина О. В., Высоцкая Л. В., Бородин П. М. «Биология. Общая биология» Практикум для учащихся 10-11 классов общеобразовательных организаций. Профильный уровень. // Москва, «Просвещение», 2014, 143 стр.
- Беляев Д. К., Дымшиц Г. М., Кузнецова Л. Н., Саблина О. В., Шумный В. К. «Биология 10 класс» Учебник для общеобразовательных организаций. Базовый уровень. Под редакцией Д. К. Беляева и Г. М. Дымшица // Москва, Просвещение,2014, 224 стр.
- Беляев Д. К., Бородин П. М., Дымшиц Г. М. , Кузнецова Л. Н., Саблина О. В., Сергеев М. Г. «Биология 11 класс» Учебник для общеобразовательных организаций. Базовый уровень. Под редакцией Д. К. Беляева и Г. М. Дымшица // Москва, Просвещение, 2014, 224 стр.
- Бородин П. М., Высоцкая Л. В., Дымшиц Г. М. , Медников Б. М., Рувинский А. О., Саблина О. В., Салганик Р. И., Сергеев М. Г., Шумный В. К. «Биология 10- 11 классы» Учебник для общеобразовательных организаций. Углубленный уровень. В двух частях. Под редакцией академика В. К. Шумного и профессора Г. М. Дымшица // Москва, Просвещение, 2014, часть 1 — 303 стр., часть 2 — 287 стр.
- Высоцкая Л. В., Дымшиц Г. М., Рувинский А. О., Саблина О. В., Кузнецова Л. Н. «Биология 10 класс» Учебник для общеобразовательных организаций. Углубленный уровень. Под редакцией В. К. Шумного и Г. М. Дымшица // Москва «Просвещение», 2017, 376 стр.
- Бородин П. М., Дымшиц Г. М. , Саблина О. В., Сергеев М. Г., Шумный В. К., Хлесткина Е. К., Кузнецова Л. Н. «Биология 11 класс» Учебник для общеобразовательных организаций. Углубленный уровень. Под редакцией В. К. Шумного и Г. М. Дымшица //Москва, «Просвещение», 2017, 384 стр.
- Г. М. Дымшиц, О. В. Саблина «25 иллюстрированных лекций по молекулярной биологии» Учебное пособие // Новосибирск, 2017, Новосиб. Гос. Университет, 178 стр.